# Maniltoa steenisii
Maniltoa steenisii är en ärtväxtart som beskrevs av M.S.Knaap-van Meeuwen. Maniltoa steenisii ingår i släktet Maniltoa och familjen ärtväxter.

## Underarter
Arten delas in i följande underarter:
- M. s. rodneyensis
- M. s. steenisii